# Glycaspis oraria
Glycaspis oraria är en insektsart som beskrevs av Moore 1961. Glycaspis oraria ingår i släktet Glycaspis och familjen rundbladloppor. Inga underarter finns listade i Catalogue of Life.